# Mina de Monte Isa

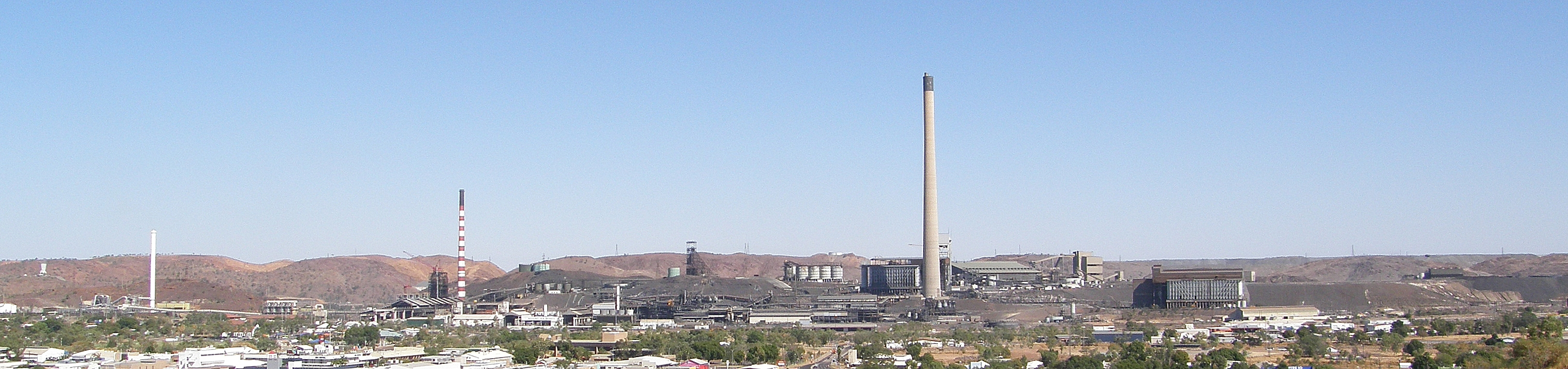

La mina de Monte Isa es una mina de plata, plomo, cobre y zinc a cielo abierto ubicada en Queensland, Australia.

## Historia
La mina de Monte Isa fue descubierta en 1950 y ayuda a compensar los efectos de sequía en el depósito de zinc y plomo Broken Hill. Continúa produciendo fuertemente a partir de entonces, a pesar de un contenido de metal bastante promedio. Operadas por Xstrata, las minas de Mount Isa extraerán 8,6 millones de toneladas de mineral que contienen 5,6% de zinc y 2,7% de plomo en 2010.